# 光易恒
光易 恒（みつやす ひさし、1929年 - ）は、日本の物理学者。専門は海洋物理学。特に海洋波の研究で知られる。九州大学名誉教授
1929年、広島県生まれ。1945年に旧制崇徳中学校を卒業。1948年に旧制広島高等学校を卒業、1952年に広島文理科大学（現広島大学）を卒業、旧運輸省運輸技術研究所へ入る。高潮津波研究室長および波浪研究室長を経て、1965年に九州大学応用力学研究所助教授に転進、1967年同教授となる。後に同研究所所長をつとめた。1992年に九州大学を退官後は、広島工業大学環境デザイン学科教授に就任し、1999年に退職している。

## 受賞歴
- 1988年：スヴェルドラップ金メダル（米国気象学会）「Pioneering study on ocean wave dynamics and its applications to wave modelling and wave forecasting」
- 1993年：日本海洋学会賞（日本海洋学会）「風波を中心とする海面の力学過程の研究」
- 2005年：日本海洋学会名誉会員
- 2006年：土木学会名誉会員
- 2007年：日本海洋学会宇田賞（日本海洋学会）「波浪研究の展開および海洋理工学に関する研究教育拠点構築への貢献」
- 2018年：日本地球惑星科学連合フェロー

## 編著書
- 『海の波－その特性と推算』海洋出版、1977年
- "The Ocean surface: wave breaking, turbulent mixing, and radio probing" edited by Y. Toba and H. Mitsuyasu, Reidel, 1985年
- 『海洋波の物理』 岩波書店、1995年
- 『海の波を見る』岩波科学ライブラリー、2007年
- "Looking Closely at Ocean Waves: From Their Birth to Death" by Hisashi Mitsuyasu, TERRAPUB, Tokyo, 2009年
- （部分執筆）"Engineering meteorology: fundamentals of meteorology and their application to problems in environmental and civil engineering" edited by Erich J. Plate, Elsevier, 1982年